# Ронжина-Морозова, Елена Ивановна
Елена Ивановна Ронжина-Морозова (18 ноября 1970, Днепропетровск) — украинская гребчиха, серебряный призёр Олимпийских игр.
Серебряную олимпийскую медаль Елена Ронжина-Морозова завоевала на Олимпиаде в Атланте в составе четверки сборной Украины вместе с Инной Фроловой, Светланой Мазий и Диной Мифтахутдиновой.
Участвовала в барселонской Олимпиаде (8 место в составе двойки Объединенной команды), сиднейской Олимпиаде (4 место в составе четверки) и олимпиаде в Афинах (дисквалификация).